# マンソリー・ホワイト・ゴースト
マンソリー・ホワイト・ゴースト (Mansory White Ghost) は、ドイツの自動車チューニングメーカーであるマンソリーが、ロールス・ロイス・ゴーストをベースに開発した自動車である。
その名（ホワイト：White）が示す通り、全体が白を基調としたデザインである。他のマンソリーの車種が軒並み装備している昼間点灯用のLEDライト・前部側面に取り付けられた空気排出口・トランク上部の小型スポイラーなどがオリジナルとの主な相違点として挙げられる。